# 約西亞

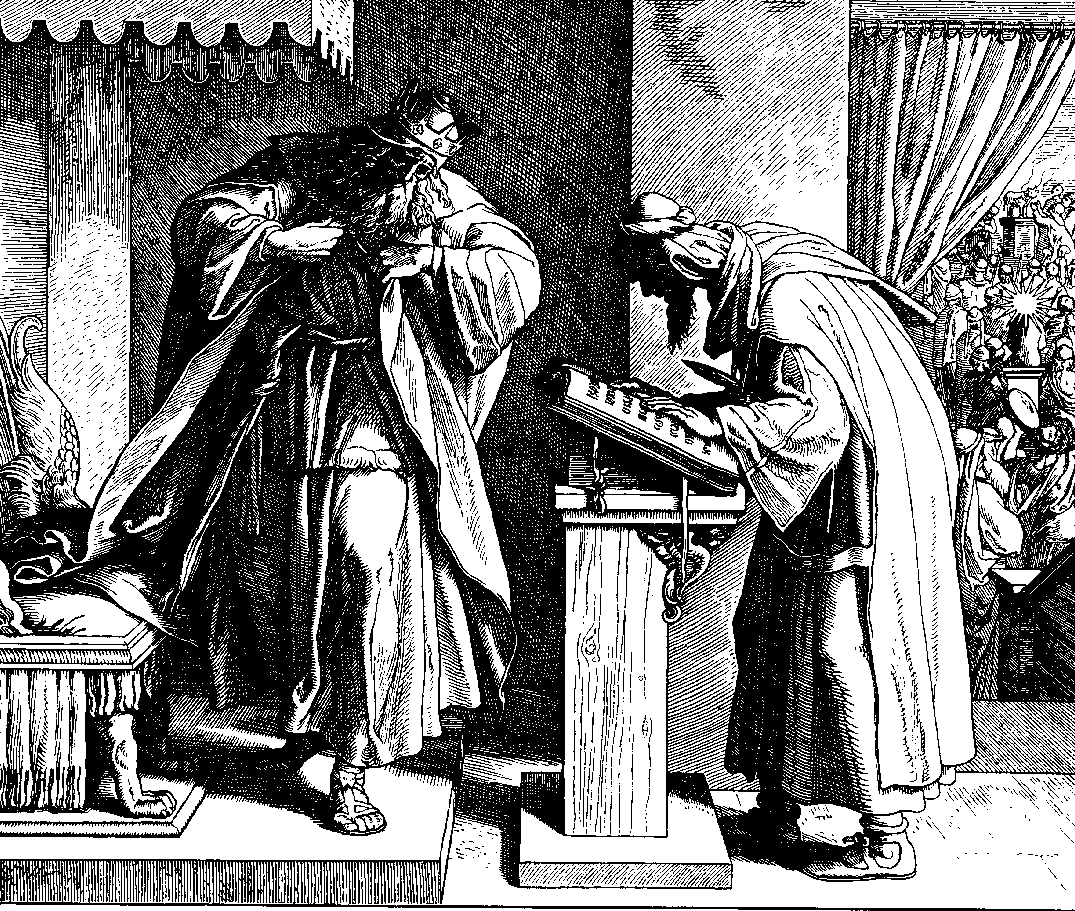
约西亚王，尤里乌斯·施诺尔·冯·卡洛斯菲尔特作。

約西亞（希伯來語：‎，前648年—前609年）天主教譯為約史雅，是古代中東國家南猶大王國的第十六任君主。他的父親是亞們，母親是波斯加（位於猶大的城鎮）人耶迪大，外祖父是亞大雅。至少有兩位妻子，分別是生下約雅敬的西比黛（Zebidah）以及生下約哈斯和西底家的哈慕塔（Hamutal）。以聖經形容來看，西比黛很有可能是王后。四個兒子中只有長子約哈難生母不詳，也沒有作王統治猶大。

## 約西亞作王
約西亞在位的年期，目前歷史上有兩種講法：
1. 費毅榮（英语：Edwin R. Thiele）認為是從前641年到前609年；
2. 威廉·奧爾布賴特（英语：William F. Albright）認為是從前640年到前609年。

根據《聖經》，約西亞登基作猶大王的時候年八歲，在耶路撒冷作王三十一年。
約西亞行耶和華眼中看為正的事，行他祖大衛一切所行的，不偏左右。
約西亞王在第十八年，修理神殿的破壞之處。
大祭司在殿裏得了一本律法書，由書記讀給王聽。約西亞聽見律法書上的話，便撕裂衣服，吩咐大祭司和他的臣僕，為他、為民、為猶大眾人，以律法書上的話求問耶和華。
約西亞藉著文士戶勒大得著耶和華的回覆，因著他心裏柔軟，並在耶和華面前謙卑，撕裂衣服，向耶和華哭泣，所以耶和華必使他平平安安的收歸到墳墓、到他列祖那裏；耶和華要降與那地的一切災禍，約西亞也不至親眼看見。
約西亞招聚猶大和耶路撒冷的眾長老、祭司、文士、和所有的百姓，把約書上的話都念給他們聽。他在耶和華面前立約，要全心全魂的跟從耶和華，遵守祂的誡命、法度、律例，成就這書上所記的約言。眾民都贊同這約。
約西亞在全國徹底清理一切敬拜偶像的人。他把偶像搬走、廢去、焚燒，尤其是那些立在聖殿範圍內的。他拆毀所有的邱壇，並別的拜偶像之處和祭壇，連同為偶像所造的器皿，特別是尼八的兒子耶羅波安所築的祭壇、邱壇，以應驗神人所說的豫言。他廢去國中一切拜偶像和作惡的人。
約西亞照約書上所寫的，向耶和華守逾越節。
埃及第二十六王朝法老尼哥上到伯拉大河幫正在崩潰的新亞述帝國對抗新巴比倫帝國，約西亞攔阻法老尼哥的遠征，被他所殺。埃及法老的遠征在之後也敗於剛消滅了亞述的巴比倫。
約西亞被他的臣僕送回耶路撒冷，葬在他自己的墳墓裏。

## 聖經相關章節
- 《列王紀下》第22章-23章30節
- 《歷代志下》第34-35章